# سندهیل (پنسیلوانیا)
سندهیل (به انگلیسی: Sand Hill) یک منطقهٔ مسکونی در ایالات متحده آمریکا است که در شهرستان لبنان، پنسیلوانیا واقع شده‌است. سندهیل ۲٫۶ کیلومتر مربع مساحت و ۲٬۳۴۵ نفر جمعیت دارد.